# Avenida Naranjal
La avenida Naranjal es una de las principales avenidas de la ciudad de Lima, capital del Perú. Recorre los distritos de Comas, Independencia, Los Olivos y San Martín de Porres. Junto a la Prolongación Naranjal, se extiende de este a oeste, a lo largo de más de 5 kilómetros.

## Recorrido
Se inicia en el punto de confluencia de las avenidas Túpac Amaru, Metropolitana y Gerardo Unger, en el límite de los distritos de Independencia y Comas. En esta intersección, se ubica el Terminal Norte Naranjal del Metropolitano. Continúa desde el Terminal, en un línea recta parte de un área disputada entre los distritos de San Martín de Porres e Independencia, hasta el óvalo Prolongación Naranjal.